# Rhum arrangé
El ron arreglado o rhum arrangé en francés (/ʁɔm aʁɑ̃ʒe/) son diversas preparaciones del ron con ingredientes macerados como hojas, frutas, semillas, corteza o dulces y es típica de la isla de La Reunión, en el Océano índico. Originalmente se bebía como digestivo ya que se le agrega poco o nada de azúcar a diferencia del ponche, la otra bebida alcohólica típica reunionense. Sin embargo, se puede endulzar con jarabe de azúcar de caña para tomarlo como aperitivo.
Generalmente se usa ron blanco tipo agricole o industriel, que tienen una graduación cercana a los 50°, pero puede variar entre 40 y 62° según el ron.
El sabor y el aroma de cada tipo de rhum arrangé son el resultado de una larga maceración de los ingredientes, al menos, seis meses. Algunos ingredientes comunes son:
- Rhum faham, con orquídea faham (Jumellea fragrans) originaria de Madagascar.
- Rhum aux épices, ron de especias.
- Rhum gingembre, ron de jengibre.
- Rhum vanille, ron de vainilla.
- Rhum letchi, ron de litchi.
- Rhum cannelle, ron de canela.

## Origen
Originalmente, los marineros de la ruta a la India guardaban las especias y las frutas en alcohol para preservarlas. De aquí nace la tradición criolla de aromatizar el ron, convirtiéndose así en rhum arrangé. En la vecina Madagascar existe también el betsabetsa una bebida alcohólica fermentada (como el vino) de jugo de caña mezclado con especias, hojas y corteza.

## Ingredientes

### Fruta
Cualquier fruta puede ser usada para el rhum arrangé, según el gusto del consumidor. Pueden ser frescas o en conserva, confitada e incluso mermelada. Si es fruta fresca, se debe usar madura, que es cuando más aromas aporta al ron. Generalmente se usa la misma cantidad de fruta que de ron. Las más comunes son el plátano, el lichi, la naranja y la papaya.

### Especias
Las más comunes son la vainilla y la canela, aunque con frecuencia se usa corteza de bois bandé (Richeria grandis), hojas enteras de cítricos, anís estrellado (entero, no en polvo), chile, granos de café, menta...
Para la vainilla, se sumerge la vaina completa, cortada por la mitad a lo largo para acelerar el proceso. Para la canela, se usa canela en rama, no en polvo.

### Azúcar y miel
El azúcar suaviza y promueve la exhalación de aromas. La adición de azúcar depende del paladar de cada uno y de la dulzura natural de los otros ingredientes. Hay que tener en cuenta que el ron ya es una bebida dulce de por sí. Con fruta confitada por ejemplo, se necesitará menos azúcar.
El azúcar de caña se usa preferiblemente en almíbar o incluso en polvo.
También es frecuente usar miel, porque aporta un sabor particular a los rones que sirve para endulzar. El jarabe de agave o de arce también se pueden usar como endulzantes y aportan un matiz diferente.

## Diferencia entre el ponche y el ron arreglado
A diferencia del rhum arrangé que se bebe con cualquier comida y contiene principalmente especias, frutas u hojas maceradas en ron, el ponche se bebe solo como aperitivo y contiene una cantidad significativa de azúcar y jarabe, además de frutas y otros jugos. Por lo general, el ponche contiene menos graduación alcohólica. Las dos bebidas tienden a confundirse, sobre todo cuando el rhum arrangé es dulce y bajo en alcohol. El ponche de ron (punch au rhum) es considerado «licor de ron» por la Ley Europea de la UE.